# Alpha Oumar Djalo
Alpha Oumar Djalo (Parigi, 5 settembre 1996) è un judoka francese.

## Palmarès
- Giochi olimpici

Parigi 2024: oro nella gara a squadre;
- Mondiali

Tokyo 2019: argento nella gara a squadre mista;
- Giochi della Francofonia

Abidjan 2017: oro nel torneo -81 kg.;